# Хомустах (Хомустахский наслег)
Хомуста́х (якут. Хомустаах) — село в Верхневилюйском улусе Республики Якутия России. Административный центр и единственный населённый пункт Хомустахского наслега.

## География
Село расположено на северо-западе региона, в пределах географической зоны таёжных лесов Вилюйского плато Среднесибирского плоскогорья, на среднем течении реки Вилюй.
Расстояние до улусного центра — села Верхневилюйск — 55 км.
Климат
В населённом пункте, как и во всем районе, климат резко континентальный, с продолжительным зимним и коротким летним периодами. Максимальная амплитуда средних температур самого холодного месяца — января и самого тёплого — июля составляет 80—97 °С. Суммарная продолжительность периода со снежным покровом 6—7 месяцев в год. Среднегодовая температура составляет 11,1 °С.

## История
Согласно Закону Республики Саха (Якутия) от 30 ноября 2004 года N 173-З N 353-III село возглавило образованное муниципальное образование Хомустахский наслег.
Этимология (топонимика?): Хомустаах — имеющий хомус, или место, где есть хомус. Слово хомус — в якутском языке имеет два значения: 1) камыш, 2) национальный музыкальный инструмент, аналог варгана.

## Население
| 2002 | 2010 | 2012 | 2013 | 2014 | 2015 | 2016 |
| ---- | ---- | ---- | ---- | ---- | ---- | ---- |
| 210  | ↗216 | ↘213 | ↘200 | ↘196 | ↘194 | ↗209 |
| 2017 | 2018 | 2019 | 2020 | 2021 |      |      |
| ↗226 | ↗230 | ↘212 | ↘210 | ↗220 |      |      |